# 吳其馴
吳其馴，字永調，號芝庭，南直隶常州府無錫縣人，明朝政治人物。

## 生平
禮科给事中吴汝伦之孫。崇禎三年（1630年）庚午科應天鄉試舉人，崇禎四年（1632年）聯捷辛未科進士，礼部观政，筮仕苏州府学教授，五年升南国子监助教，六年历兵部职方主事，理验军厅，汰冒饷，清尺籍，进员外郎。京师戒严，上书数千言，言备御之要，寻以足疾归。鼎革后，幅巾杜门谢世事，四十馀年卒。

## 家族
曾祖吴惟孝，赠彰德府推官。祖吴汝倫，禮科给事中、進士。父吴桂萼（1570年-1621年），字季辉，增例监生。母黄氏，生七子：之骢、其驯、以驭、与骖、可骧、時腾、克駿。
元配侯氏，子敬培、聖培、广培。孫吴文镕，字紫梁，康熙己酉舉人，歴江陰、临淮、吴县三學諭，進松江府教授，并著教澤。

## 引用
1. ↑  《崇祯四年辛未科三百五十名进士履历》：吴其驯，永调，書二房，己酉七月十四日生。无锡人，庚午八十七，會八十五，三甲五十二名。礼部政，改蘇州府授，壬申升南国子助教，癸酉升职方司主事，乙亥升员外，督捕，养病。曾祖惟孝，赠推官。祖汝倫，禮科给事中、進士。父口萼，增例监生。
2. ↑  姚希孟《故文学待贈季辉吴公墓誌銘》
3. ↑  《无锡县志》
4. ↑  《常州府志》